# Nakajima G10N
Nakajima G10N «Fugaku» (яп. 富岳 — Морський експериментальний важкий бомбардувальник «Фугаку» (Гора Фудзі)) — проєкт важкого бомбардувальника наддалекого радіуса дії Імперського флоту Японії періоду Другої світової війни.

## Історія створення
Командування ВПС Імперського флоту Японії в рамках «Проєкту Z» видавало замовлення на розробку важкого бомбардувальника далекого радіуса дії, здатного досягти західного узбережжя США. Першим літаком, розробленим у 1941 році в рамках цього проєкту, був Nakajima G5N — бомбардувальний варіант американського транспортного літака Douglas DC-4E. Проєкт завершився невдало, літак G5N використовувався як транспортний.
У 1942 році фірма Nakajima розпочала проєктування нового надважкого літака. Літак мав бути оснащений шістьма двигунами Nakajima Ha-54-01 потужністю 5000 к.с. кожен, мати потужне захисне озброєння та нести бомбове навантаження до 20 000 кг. Довжина літака мала становити близько 40 м, розмах крила — 60-70 м, злітна маса — 125—160 тонн.
У 1943 році флот зацікавився розробкою та сформулював технічні вимоги, встановивши максимальну стелю у 15 000 м. Проєкт отримав назву Морський експериментальний важкий бомбардувальник «Фугаку» (або G10N). Але двигуни Nakajima Ha-54-01 ще тільки перебували у стадії розробки, і реально могли бути запущені у виробництво у 1946 році. Тому конструктори вирішили використовувати двигуни Nakajima NK11A потужністю 2 500 к.с. З ними літак повинен був розвивати швидкість 680 км/г на висоті 10 000 м і нести бомбове навантаження 5 000 кг.
У 1943 році на заводі фірми Nakajima в місті Мітака розпочалось будівництво стапелів та елементів конструкції літака. Але навесні 1944 року, коли ВПС терміново були потрібні виробничі потужності для випуску винищувачів, «Проєкт Z» був закритий. Роботи по G10N були припинені, а готові вузли літака відправлені на злам.

## Тактико-технічні характеристики

### Технічні характеристики
- Екіпаж: 7-8 чоловік
- Довжина: 40,00 м
- Висота: 8,80 м
- Розмах крила: 63,00 м
- Площа крила: 330,00 м²
- Маса порожнього: 42 000
- Маса спорядженого: 122 000 кг
- Двигуни: 6 x Nakajima Ha-54-01
- Потужність: 5 000 к. с. кожен

### Льотні характеристики
- Максимальна швидкість: 780 км/г
- Крейсерська швидкість: 620 км/г
- Практична дальність: 19 400 км
- Практична стеля: 15 000 м

### Озброєння
- Гарматне: 10 × 20-мм гармат «Тип 99»
- Бомбове навантаження: до 20 000 кг бомб